# María Cristina Carbonell
María Cristina Carbonell (San Juan, 15 de diciembre de 1964) es una escultora puertorriqueña.

## Biografía

### Vida y Obra
Hija de Diego Carbonell y Blanca Vernon. Entre 1981 y 1982 estudió dibujo y diseño tridimensional en la Escuela Cristóbal Rojas. En 1982 se traslada a Estados Unidos y cursa estudios de pintura en el Museo de Bellas Artes. Entre 1985 y 1987 estudia diseño de vestuario para teatro en el Fashion Institute of Technology de Nueva York. Simultáneamente estudia dibujo en la Liga de estudiantes de arte de Nueva York. En 1988 realiza trabajos de campo con marmoleros del Cementerio General del Sur. Sin embargo, es hasta 1989 que se establece definitivamente en Venezuela y estudia joyería con Quintino D’Acosta. La estética del humor es abordada por la artista a comienzos de los noventa con su serie de piscinas y sus imágenes religiosas.
A partir de 1990 comienza su actividad expositiva en la Galería Vía, en la cual instala Acqua que me muero de se..., una serie de ensamblajes a manera de diminutas piscinas donde pequeños cencerros emitían canciones obscenas. En 1991 participa en la I Bienal de Puerto La Cruz, en la cual recibió una mención de honor por su serie de piscinas, y en la II Bienal de Guayana. En 1993 figuró en tres muestras colectivas: la I Bienal Dimple en el Ateneo de Valencia (Edo. Carabobo), “Memoria de la visión” y el I Salón Pirelli.
En 1994 recibió mención de honor en la VII Edición del Premio Eugenio Mendoza (Sala Mendoza) por sus estelas de mármol talladas. En la IV Bienal de Guayana le otorgan el premio obra tridimensional por Episedio canto a un guerrero muerto en combate, instalación realizada en 12 lajas de mármol de Carrara, donde aparecen en bajorrelieve las huellas de animales (dantas, monos, garzas y lobos).De igual forma, los nombres de las especies debajo de las huellas estaban inscritos en nomenclatura científica.
En 1995 realiza la video-instalación Estamos desnudos ante el vacío, en el II Salón Pirelli, y participa en “Paisaje de un paisaje en seis formas de mirar”, ambas en el MACCSI. En 1996 participa en la I Bienal Nacional del Paisaje, en el MACMMA; en su Paisaje de un paisaje, desconstruye El naufragio del Esperanza del pintor romántico Caspar David Friedrich, parafraseando el barco de Friedrich naufragado entre puntiagudos bloques de hielo en un desolado dibujo virtual creado por las sombras que generan los cadáveres de calamares oriundos de las aguas polares, suspendidos en el espacio, y los accidentes urbanos que conforman la topografía citadina. Ese mismo año participa en “Alegorías del Jardín de las Delicias”, en el MAO, con la instalación Las delicias del Edén. La artista propuso la idea de la transformación del jardín en un conuco.

### Exposiciones individuales
- 1990 - “Acqua que me muero de se...”, Galería Vía, Caracas.

### Premios
Entre sus galardones destaca:
- 1991 - Mención honorífica en escultura, I Bienal Nacional de Artes Plásticas de Oriente, Galería Municipal de Arte, Puerto La Cruz.
- 1994 - Mención de honor, VII Edición del Premio Eugenio Mendoza, Sala Mendoza / Premio de obra tridimensional, IV Bienal de Guayana.
- 1996 - Primer premio, I Bienal del Paisaje, MACMMA / Premio, V Bienal de Guayana.